# Gaudonville
Gaudonville is een gemeente in het Franse departement Gers (regio Occitanie) en telt 118 inwoners (2009). De plaats maakt deel uit van het arrondissement Condom.

## Geografie
De oppervlakte van Gaudonville bedraagt 7,2 km², de bevolkingsdichtheid is dus 16,4 inwoners per km².
De onderstaande kaart toont de ligging van Gaudonville met de belangrijkste infrastructuur en aangrenzende gemeenten.

## Demografie
Onderstaande figuur toont het verloop van het inwonertal (bron: INSEE-tellingen).